# Grebnice (Federacja Bośni i Hercegowiny)
Grebnice – wieś w Bośni i Hercegowinie, w Federacji Bośni i Hercegowiny, w kantonie posawskim, w gminie Domaljevac-Šamac. W 2013 roku liczyła 903 mieszkańców, z czego większość stanowili Chorwaci.